# Echinogorgia sassapo
Echinogorgia sassapo is een zachte koraalsoort uit de familie Plexauridae. De koraalsoort komt uit het geslacht Echinogorgia. Echinogorgia sassapo werd in 1791 voor het eerst wetenschappelijk beschreven door Esper. 